# Beerfelden
Beerfelden est une ancienne municipalité allemande située dans le land de la Hesse et l'arrondissement de l'Odenwald.